# Canton de Saint-André-3
Le canton de Saint-André-3 est une circonscription électorale française de l'île de La Réunion, département et région d'outre-mer français de l'océan Indien.

## Histoire
Le canton a été créé par décret du 27 février 1997 par scission du canton de Saint-André-1.
Un nouveau découpage territorial de La Réunion entre en vigueur à l'occasion des premières élections départementales suivant le décret du 24 février 2014. Les conseillers départementaux sont, à compter de ces élections, élus au scrutin majoritaire binominal mixte. Les électeurs de chaque canton élisent au Conseil départemental, nouvelle appellation du Conseil général, deux membres de sexe différent, qui se présentent en binôme de candidats. Les conseillers départementaux sont élus pour 6 ans au scrutin binominal majoritaire à deux tours, l'accès au second tour nécessitant 12,5 % des inscrits au 1er tour. En outre la totalité des conseillers départementaux est renouvelée. Ce nouveau mode de scrutin nécessite un redécoupage des cantons dont le nombre est divisé par deux avec arrondi à l'unité impaire supérieure si ce nombre n'est pas entier impair, assorti de conditions de seuils minimaux. À La Réunion, le nombre de cantons passe ainsi de 49 à 25.
Le canton de Saint-André-3 est redécoupé et étendu. Il est entièrement inclus dans l'arrondissement de Saint-Benoît. Le bureau centralisateur est situé à Saint-André. 

## Représentation

### Représentation avant 2015
| Période                                  | Période | Identité              | Étiquette | Qualité |
| ---------------------------------------- | ------- | --------------------- | --------- | --- |
| 1998                                     | 2002    | Jean-Paul Virapoullé  | UDF       | Conseiller en gestion Maire de Saint-André (1972-2008) Ancien conseiller général du canton de Saint-André-2 (1967-1986) |
| 2002                                     | 2008    | Jean-Marie Virapoullé | UMP       | Médecin |
| 2008                                     | 2015    | Robert Nativel        | PCR       | Employé de commerce |
| Les données manquantes sont à compléter. |         |                       |           | |

### Représentation depuis 2015
| Période élective | Période élective | Mandat | Mandat   | Identité             | Nuance | Nuance | Qualité |
| ---------------- | ---------------- | ------ | -------- | -------------------- | ------ | ------ | --- |
| 2015             | 2021             | 2015   | 2021     | Daniel Gonthier      |        | DVD    | Maire de Bras-Panon (2001-2020), Président du Parc National de la Réunion                                    |
| 2015             | 2021             | 2015   | 2021     | Marie-Isabelle Payet |        | DVD    | Chef d'entreprise, Saint-Louis                                                                               |
| 2021             | 2028             | 2021   | en cours | Jeannick Atchapa     |        | DVC    | Cadre de la fonction publique, maire de Bras-Panon depuis 2020, 9ème Vice-Président du conseil départemental |
| 2021             | 2028             | 2021   | en cours | Sidoleine Papaya     |        | DVC    | Fonctionnaire, première adjointe au maire de Salazie                                                         |

### Résultats détaillés

#### Élections de mars 2015
À l'issue du 1er tour des élections départementales de 2015, deux binômes sont en ballotage : Daniel Gonthier et Marie-Isabelle Payet (Union de la Droite, 63,44 %) et Laurence Bénard et Jean-Hugues Ratenon (DVG, 36,56 %). Le taux de participation est de 40,24 % (8 396 votants sur 20 867 inscrits) contre 43,81 % au niveau départemental et 50,17 % au niveau national.
Au second tour, Daniel Gonthier et Marie-Isabelle Payet (Union de la Droite) sont élus avec 62,18 % des suffrages exprimés et un taux de participation de 47,47 % (5 625 voix pour 9 990 votants pour 20 867 inscrits).

#### Élections de juin 2021
Le premier tour des élections départementales de 2021 est marqué par un très faible taux de participation (33,26 % au niveau national). Dans le canton de Saint-André-3, ce taux de participation est de 34,61 % (7 944 votants sur 22 952 inscrits) contre 36,5 % au niveau départemental. À l'issue de ce premier tour, deux binômes sont en ballotage : Jeannick Atchapa et Sidoleine Papaya (DVC, 49,34 %) et Daniel Gonthier et Mélissa Papaya (Union au centre et à droite, 29,78 %).

## Composition

### Composition avant 2015
Lors de sa création en 1997, le canton de Saint-André-3 était constitué d'une partie de la commune de Saint-André délimitée par :
- au nord : la limite du canton de Saint-André-1 ;
- au sud : la limite communale de Bras-Panon ;
- à l'est : le littoral ;
- à l'ouest : la rue des Camphriers (à partir du chemin de la Gare), l'ancienne voie ferrée (jusqu'à la limite communale de Bras-Panon).

### Composition depuis 2015
| Nom                                 | Code Insee | Intercommunalité                         | Superficie (km2) | Population (dernière pop. légale)               | Densité (hab./km2) | Modifier                                    |
| ----------------------------------- | ---------- | ---------------------------------------- | ---------------- | ----------------------------------------------- | ------------------ | ------------------------------------------- |
| Saint-André (bureau centralisateur) | 97409      | CA Communauté intercommunale Réunion Est | 53,07            | Fraction : 9 665 (2022) Commune : 57 546 (2022) | 1 084              | modifier les données · modifier les données |
| Bras-Panon                          | 97402      | CA Communauté intercommunale Réunion Est | 88,55            | 13 131 (2022)                                   | 148                | modifier les données · modifier les données |
| Salazie                             | 97421      | CA Communauté intercommunale Réunion Est | 103,82           | 7 333 (2022)                                    | 71                 | modifier les données · modifier les données |
| Canton de Saint-André-3             | 97406      |                                          |                  | 30 129 (2022)                                   |                    | modifier les données                        |

Le nouveau canton de Saint-André-3 comprend :
1. deux communes entières,
2. la partie de Saint-André non incluse dans les cantons de Saint-André-1 et de Saint-André-2.

## Démographie
En 2022, le canton comptait 30 129 habitants, en évolution de +2,55 % par rapport à 2016 (La Réunion : +3,33 %, France hors Mayotte : +2,11 %).
| 2013   | 2018   | 2022   |
| ------ | ------ | ------ |
| 28 853 | 29 180 | 30 129 |